# Meihekou
Koordinaten: 42° 32′ N, 125° 41′ O
Meihekou (梅河口市; Pinyin: Méihékǒu Shì) ist eine chinesische kreisfreie Stadt der bezirksfreien Stadt Tonghua im Süden der Provinz Jilin. Die Fläche beträgt 2.174 Quadratkilometer und die Einwohnerzahl 615.154 (Stand: Zensus 2010).
Die „Steindachgräber“ (shipengmu) am Oberlauf des Flusses Huifa He (Huifa He shangyou shipengmu 辉发河上游石棚墓) stehen seit 2006 auf der Liste der
Denkmäler der Volksrepublik China (6-244).